# 大果雪胆
大果雪胆（学名：Hemsleya macrocarpa）为葫芦科雪胆属下的一个种。

## 扩展阅读
- 維基物種上的相關：大果雪胆